# 重案實錄之水箱藏屍
《重案實錄之水箱藏屍》 是於1994年制作的電視電影，片種是警匪片，由張國強主演，內容改編自1983年的水箱藏屍案。

## 劇情大綱
土瓜灣的大廈厠所塞掉了，当工人過來打開時發現傳出惡臭，居然發現有些人骨在内，見事態嚴重，工人報了警処理。警方到場清掉水箱，才發現大量殘肢在水箱裏的水泥。經過警方的盤問，死者為有黑社會背景的張偉強。原來，偉強為一個性格暴戾、變態的人，平時也不受住客歡迎。經其他住客的口供，偉強被發現失蹤后一對夫婦竟巧合搬走了，警方決定從這條綫，慢慢查下去偉強的死因。

## 演员表
- 李修賢 飾 李Sir
- 張國強 飾 莫永健（影射本案兇手吳旭泰）
- 米奇 飾 張偉強（影射本案死者鄧英傑）
- 葉先兒 飾 阿玲（影射吳旭泰的妻子梁玉芳）
- 黃栢文 飾 羅博志
- 樊少皇 飾 阿德
- 紀家發 飾 Eric
- 李華月 飾 偉強妻子

## 外部連結
- 香港影庫上《重案實錄之水箱藏屍》的資料（繁體中文）
- 时光网上《重案實錄之水箱藏屍》的資料（简体中文）
- 豆瓣电影上《重案實錄之水箱藏屍》的資料 （简体中文）
- 互联网电影数据库（IMDb）上《重案實錄之水箱藏屍》的资料（英文）